# 馮宗龍
馮宗龍（15世紀—16世紀），字舜卿，山東東昌府濮州人，明朝政治人物。

## 生平
馮宗龍個性耿介，終日危坐不言，妻子也很少接近，正德二年（1507年）中舉人，授湖廣應城縣知縣，為政剛方簡重，省費以體恤人民，離任時行李蕭然，縣人郭宣贈詩給他：「權門形迹外，幽谷照臨中。」，嘉靖三年（1524年）陞湖州府通判，運糧到北京時正值寒冷冬天，他卻只穿重而薄的木綿袷布，別人對他說：「怎麼不穿湖綿紬絮。」他回答：「我不知道有湖綿紬絮。」又拒絕糧長合湊羨餘千金充當公費，以廉潔聞名；轉定州知州，推卻府吏拿來的餘金，拿去佛寺命僧人捐給官府，到任後處置不理事的屬下，吏民畏如神明，又擬减削地方驛傳供應。
不久，馮宗龍改任直隸隆慶州（今北京市延慶區）知州，隆慶屬於窮鄉僻壤，官員往往害怕外族出沒不赴任，他卻即使前往，並可憐當地人民貧苦不徵稅，每天只吃粗飯喝清水，勸諭訴訟者和解，甚至哭著規勸；境內村堡聯絡相望，他在山村四周植下荊棘，流寇來到就匿藏在內，二年無發生殘殺，百姓視為真父母一樣，其後他因坐老疾被罷官，老幼婦女數千人號哭送至居庸關。身後入祀應城名宦祠。

## 家族
孫馮維屏，萬曆元年舉人。

## 引用
1. 1 2  宣統《濮州志·卷四》：馮昱，字景陽，濮州人正統中舉鄉薦……孫宗龍，性耿介寡合，不苟取與，終日危坐不言，雖妻子鮮近之，舉正德丁卯鄉書，初應城縣令有聲，擢湖州府判，解糧如京時冬月寒甚，尚衣木綿袷布重而且薄，人曰：「胡不衣湖綿紬絮。」曰：「吾不知有湖綿紬絮也。」往事糧長合湊奇羨千餘金佐公費，悉辭不應，人或謂恐入大倉不足銀數也，事既竣亦不受，以廉聞行間復拜定州守，府吏持前餘金費至公家亦不受，令吏迤空白文書解前銀還府，庫吏中途攜之而逃，其定州官屬候迓者悉遣歸，隨跨蹇驢覆斗笠，令蒼頭一人負冠履尾其後，既抵任投寺中，命僧投檄貽郡吏，始知其為郡守也。諸凡官屬在途所措不理事，燭之了了，咸正其罪，吏民畏之如神明，定本兩京大道，衝繁十倍，公於驛傳供應類擬減削，諸所來往稱不便，監司諭之至再不聽，會改置隆慶守，隆慶窮荒邊徼之郡，有司往往顧畏羌胡出沒多不赴者，即赴又苦貧約厚責之民，民不堪命，公慨然赴之一無所徵，取日飯麄糲飲水而已，有訟則使和解，甚之泣相戒勉，且飭境內村堡聯絡什伍相望，山疃四圍多植棘棗荆榛，寇至便匿，二年無甚殘殺者，百姓親之真如嬰兒之戀母也，尋坐老疾落職，竟不持一筐歸，老幼婦女號泣送至居庸關幾千人，郡祀名宦祠，見孫太史宣府志，孫維屏萬曆癸酉鄉試……
2. ↑  雍正《應城縣志·卷八·循蹟志》：馮宗龍，字舜卿，濮州人，鄉薦，知應城剛方簡重，省費恤民，清介之操孚於民志，遷去時行李蕭然，邑人郭宣贈詩云：「權門形迹外，幽谷照臨中。」 祀名宦
3. ↑  光緒《德安府志·卷十·職官下》：馮宗龍，字舜卿，濮州舉人，嘉靖初知應城縣，省費恤民，清介之操孚於眾庶，去任日行李蕭然，邑人郭宣贈詩有云：「權門形跡外，幽谷照臨中。」祀名宦。 應城樊志
4. ↑  萬曆《湖州府志·卷九·守令》：通判……國朝……馮宗龍 舉人，嘉靖三年任
5. ↑  民國《延慶縣志·卷四》：知州……馮宗龍，山西濮州舉人，廉明才幹，乞休之日無不下淚者。